# Thalictrum minus
Espèce
Classification APG III (2009)
Thalictrum minus est une espèce des plantes herbacées vivaces du genre Thalictrum et de la famille des Ranunculaceae. Certaines variétés sont appelées « Petit pigamon ».

## Étymologie
Du grec thalleïn verdir et ictar vite. Allusion à sa rapidité de végétation.

## Liste de sous-espèces
- Thalictrum minus  subsp. minus
- Thalictrum minus subsp. hypoleucum
- Thalictrum minus subsp. majus (Crantz) Hook.f.
- Thalictrum minus subsp. saxatile Cesati

## Description
Plante vivace jusqu'à 120 cm de hauteur. Tige striée et glauque. Les feuilles sont alternes, trilobées et glauques en dessous. Les fleurs sont verdâtres ou jaunâtres en panicule lâche. Espèce très polymorphe comportant des sous-espèces. Plante toxique.

## Habitats
Pelouses, bois secs, lisières et clairières, souvent sur calcaire.

## Distribution
L'espèce est présente en Europe du sud et méridionale.
En France, elle est assez commune sur le territoire métropolitain, surtout dans l'Est, mais elle est rare en Bretagne et en région méditerranéenne.

## Statut
La plante est protégée en France en Alsace, en Lorraine, en Basse-Normandie, en Île-de-France, dans le Limousin, dans le Nord-Pas-de-Calais (présente sur la Liste rouge), en Pays de la Loire et en Picardie.